# 洛東江高麗鰍
洛東江高麗鰍為輻鰭魚綱鯉形目鰍科的其中一種，為亞熱帶淡水魚，分布於亞洲韓國洛東江流域，體長可達13.4公分，棲息在水流快速、礫石底質的溪流上游，生活習性不明。

## 扩展阅读
維基物種上的相關：洛東江高麗鰍